# Akira Fujiwara
Akira Fujiwara (藤原 彰, Fujiwara Akira), 2 juillet 1922 à Tokyo – 26 février 2003, est un historien japonais. Professeur émérite à l'université Hitotsubashi, il est spécialisé dans l'histoire moderne du Japon. En 1980, il devient membre du Conseil scientifique du Japon et est un ancien président de la Société historique des sciences du Japon.

## Biographie
Après l'obtention de son diplôme de l'école préfectorale Rokuchu Tokyo, à présent lycée métropolitain Shinjuku Tokyo, en mars 1940, il fait partie de la 55e promotion de l'Académie de l'armée impériale japonaise en juillet 1941. Au mois de décembre suivant, il est affecté au Nord de la Chine comme élève officier avec le grade de sous-lieutenant attaché à la 27e division du 3e régiment de la garnison japonaise en Chine. En mars 1943, il est promu premier lieutenant et en avril nommé responsable d'une compagnie. En 1944, sa division se déplace vers un nouveau front et participe à l'opération Ichi-Go, après quoi il est promu au grade de capitaine. En mars 1945, durant la phase finale de la Seconde Guerre mondiale, il reçoit l'ordre de transfert sur la partie continentale du Japon et en juin est nommé commandant d'un bataillon au sein du 524e régiment d'infanterie de la 216e division en préparation de l'invasion prévue du Japon. Il survit à la guerre et en novembre est envoyé dans les réserves.
En mai 1946 Fujiwara s'inscrit à des cours d'histoire au département des sciences humaines de l'université impériale de Tokyo, maintenant université de Tokyo dont il est diplômé en mars 1949 De 1954 à 1968, il travaille comme chargé de cours à temps partiel dans le département de sciences humaines de l'université de Chiba. Puis, en 1967, il commence un nouvel emploi à l'université Hitotsubashi et en novembre accepte le poste de professeur associé au département de sociologie. En décembre 1969, il est nommé professeur titulaire et, en 1970, chef de son département. Il quitte l'université Hitotsubashi en 1986 en raison de la retraite obligatoire, mais la même année obtient un emploi à temps partiel en tant que conférencier dans le département des sciences humaines de l'université Rikkyo. Entre 1989 et 1993, il est professeur à l'université Kagawa de nutrition (en).

## Recherche
Il commence par se spécialiser dans l'histoire médiévale du Japon mais, sur les conseils de Ishimoda Shō (en), se tourne vers l'histoire moderne et innove dans l'histoire de l'ère Shōwa. Il s'engage dans la recherche sur l'histoire moderne du Japon en se concentrant sur l'histoire militaire et politique en raison de son expérience en tant que soldat professionnel et de ses réflexions à ce sujet. Du point de vue universitaire, il est influencé par Kiyoshi Inoue.
Le nom de Fujiwara devient largement connu en 1955 lorsque son livre Shōwa shi qu'il écrit en collaboration avec ses collègues historiens Shigeki Tooyama et Seiichi Imai devient un succès de librairie. L'écrivain Katsuichiro Kamei critique la conception marxiste fondamentale du livre qui divise la société japonaise en une classe dirigeante belliciste et d'héroïques résistants anti-guerre, tout en ignorant la majorité hésitante qui ne s'inscrit pas dans l'une ou l'autre. Ce différend finit par engager de nombreux intellectuels, dont des écrivains et des historiens et aboutit à la publication du livre Shōwa Shi Ronsō (« Controverses de l'histoire Shōwa »).
Fujiwara est un chercheur prolifique relativement au massacre de Nankin et adopte le point de vue que l'ampleur du massacre atteint 200 000 victimes. Tokushi Kasahara (en) juge que sa recherche consiste en un réexamen approfondi des atrocités à l'occasion de laquelle il applique des méthodes et des théories de recherche historique opposées à sa propre expérience dans les combats de l'armée sur le champ de bataille et l'analyse dans le contexte de l'histoire militaire du Japon, faisant particulièrement référence aux spécificités historiques de l'armée japonaise, au mépris latent et aux attitudes discriminatoires du peuple japonais envers la Chine qui les renforçaient.

## Scandale des photographies de gaz toxique
Le 31 octobre 1984 l'édition du matin du Asahi Shimbun publie sur plus de la moitié de sa une, une photographie en noir et blanc en plan rapproché d'une épaisse fumée tourbillonnante semblable à un feu de forêt ou un champ en feu avec le gros titre : « Découverte d'une preuve photographique définitive de l'utilisation du gaz par l'armée impériale japonaise ». Fujiwara Akira estime que la photo représente du gaz toxique et il est présenté comme « un historien et ancien officier de l'armée qui met en avant la recherche de preuve positive de l'arme chimique lors de la seconde guerre sino-japonaise ». Cependant, peu de temps après la photographie est mise en cause dans une dépêche de nouvelles du Sankei Shimbun qui demande s'il ne s'agirait pas simplement d'un écran de fumée et plus tard la même photographie est contrôlée par le 9e volume de la série Ketteiban Showa Shi (Showa History: The Definitive Guide) publié par le Mainichi Shimbun en mai 1984 et il est déterminé qu'elle ne montre en rien des gaz toxiques. Cependant, l'Asahi Shimbun ne modifie pas sa position et de même, Fujiwara ne présente pas une seule fois d'excuses au cours de sa vie ni n'émet de correction.

## Guerre de Corée
La théorie établie sur la guerre de Corée est que les Nord-Coréens ont avancé à travers le 38e parallèle et que l'armée américaine, bien que prise par surprise, a réussi à se mobiliser. Cependant, dans Shōwa Shi Fujiwara et ses collègues écrivent : « Le 23, les unités de combat de l'Armée de l'air américaine stationnées au Japon se massent à Kitakyushu. Puis, le 25, l'armée sud-coréenne commence à avancer à travers le 38e parallèle, sous le prétexte que la Corée du Nord a fait une incursion ». Fujiwara fait valoir que la Corée du Sud est l'agresseur et son texte suggère fortement que l'armée américaine se prépare pour la guerre. Qui plus est, alors même qu'il est précisé dans les mémoires de Nikita Khrouchtchev que la guerre de Corée est une invasion par le Nord, Fujiwara tient fermement à son affirmation, et ce jusqu'aux années 1970, selon laquelle la guerre de Corée commence avec une « attaque préventive » de la Corée du Sud.
Motohiko Izawa (en) a critiqué un certain nombre d'historiens modernes comme Fujiwara pour faire prévaloir l'idéologie avant la vérité dans leur conviction que le côté nord-coréen était juste et que l'impérialisme américain et les Sud-Coréens étaient les mauvais

## Source de la traduction
- (en) Cet article est partiellement ou en totalité issu de l’article de Wikipédia en anglais intitulé « Akira Fujiwara » (voir la liste des auteurs).